# Tetracord
Tradicionalment un tetracord és una sèrie de quatre sons per graus conjunts, de manera que la distància que hi ha entre el més agut i el més greu és un interval de quarta justa; són dos sons les freqüències dels quals es troben en una proporció de 4:3. En l'ús modern del concepte, un tetracord és un segment d'escala que consta de quatre notes.
El terme deriva de la teoria musical de la Grècia clàssica. Literalment significa quatre cordes, i originalment feia referència a les quatre cordes de la lira o de la khitara, entenent sempre de manera implícita que les quatre cordes eren contigües. La teoria musical clàssica grega distingeix tres tipus de tetracords; tipologies que s'anomenen gèneres, que es caracteritzen pels intervals formats entre les quatre notes. De fet, atès que la distància entre les extremes sempre és la mateixa, els gèneres de tetracords provenen de la mobilitat de les dues cordes / notes internes.
- Gènere diatònic. Té un interval característic que és igual o menor que la meitat de l'interval total del tetracord, és a dir 249 cents. Normalment és una mica menor (uns 200 cents), de manera que esdevé, aproximadament una segona major. En la seva forma clàssica consta de dos intervals de to i un de semitò.

- Gènere cromàtic. El seu interval característic és més gran que la meitat de l'interval que generen les notes extremes, però sense arribar a 4/5 d'aquest interval; és a dir, entre 249 i 398 cents. En la seva forma clàssica consta d'un interval d'un to i mig (aproximadament 300 cents), i de dos semitons.

- Gènere enharmònic. El seu interval característic fa més de 4/5 de l'interval que generen les notes extremes; és a dir és gran que 398 cents. En la seva forma clàssica té un interval de dos tons (conegut com a ditò) i dos intervals més propers al quart de to.

Dins de cada gènere, en funció de l'ordre dels respectius intervals, apareixien diverses possibilitats de permutacions.
La teoria musical moderna utilitza l'octava com a unitat bàsica per determinar l'afinació dels sons i, en definitiva, les escales mentre que a la Grècia clàssica era el tetracord el que complia aquesta funció. Reconeixen que l'octava era un interval fonamental però el consideraven com a constituït per dos tetracords encadenats. Sembla que, per construir una octava, sempre van fer servir dos tetracords idèntics que es podien situar a distància d'un to entre el final del primer i el començament del segon, o bé fent coincidir el final del primer amb el començament del segon, de manera que, en aquest cas, calia completar l'octava afegint un to a final. En el primer cas es parla de tetracords disjunts i en el segon, conjunts. Alternant tetracords conjunts i disjunts es podien anar fent escales successivament més agudes o més greus.
Les escales construïdes amb tetracords dels gèneres enharmònic i cromàtic van continuar en ús en la música del Pròxim Orient i de l'Índia, però a Europa sols es va mantenir en alguns tipus de música tradicional i, encara, probablement, reintroduïts posteriorment des d'aquests indrets. En canvi, el tetracord diatònic, i en especial el constituït per dos tons i un semitò va esdevenir l'afinació predominant a la música europea.

## Permutacions
Les tres permutacions d'aquest patró del tetracord diatònic són:

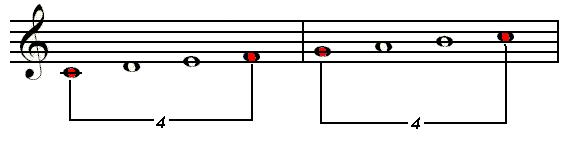
Els dos tetracords diatònics disjunts que configuren una escala major.

- Mode lidi: una escala ascendent de to - to- semitò (do-re-mi-fa).
- Mode dòric: una escala ascendent de to - semitò - to (re-mi-fa-sol; o do-re-mi bemoll-fa).
- Mode frigi: una escala ascendent de semitò - to - to (mi-fa-sol-la; o do - re bemoll - mi bemoll - fa).

Els teòrics de la música de l'edat mitjana van interpretar erròniament la teoria musical dels grecs i a partir de llavors els mateixos noms de modes serveixen també per a altres, diferents dels originals grecs.

## Afinacions pitagòriques
Afinacions pitagòriques tradicionals dels tetracords diatònics i cromàtics
```
Diatònic
hypate parhypate lichanos mese
4/3 81/64 9/8 1/1
| 256/243 | 9/8 | 9/8 |
-498 -408 -204 0 cents
```

```
Cromàtic
hypate parhypate lichanos mese
4/3 81/64 32/27 1/1
| 256/243 | 2187/2048 | 32/27 |
-498 -408 -294 0 cents
```

Atès que no hi ha una afinació pitagòrica del gènere enharmònic, la que hi ha a continuació és deguda a Arquites de Tàrent:
```
Enharmònic
hypate parhypate lichanos mese
4/3 9/7 5/4 1/1
| 28/27 |36/35| 5/4 |
-498 -435 -386 0 cents
```

## Variacions

### Àrab i Ìndia
La música àrab i la música índia divideixen els tetracords diferentment que els grecs. Per exemple al-Farabi presentava deu possibles intervals per dividir el tetracord (Touma 1996, p.19):
| Ratio:          | 1/1 | 256/243 | 18/17 | 162/149 | 54/49 | 9/8 | 32/27 | 81/68 | 27/22 | 81/64 | 4/3 |
| Nom de la nota: | DO  |         |       |         |       | RE  |       |       |       | MI    | FA  |
| Cents:          | 0   | 90      | 98    | 145     | 168   | 204 | 294   | 303   | 355   | 408   | 498 |

Atès que hi ha dos tetracords i un interval de segona major (un to) en una octava, això crea una escala de 25 sons en el sistema tonal àrab, anterior al sistema de quarts do to

## Usos
Modernament, l'etnomusicologia també els ha utilitzat com a recurs per a l'anàlisi de músiques de procedències diverses.
Milton Babbitt, en la seva teoria serial estén el terme tetracord per a referir-se a un segment de quatre notes dins d'un espectre cromàtic de 12 notes.
Allen Forte a la seva 'The Structure of Atonal Music' redefinia el terme tetracord per referir-se a allò que altres tèorics anoemenen tetrad, un conjunt de quatre altures o pitch classes, i ja no quatre sons contigus o per graus conjunts dins del context d'una escala.